# Lock-out de la NFL en 2011
Le lock-out de la NFL en 2011 était un arrêt de travail imposé par les propriétaires des 32 équipes de la National Football League (NFL), qui a duré du 12 mars au 25 juillet 2011. Lorsque les propriétaires et les joueurs de la NFL, représentés par la National Football League Players Association (NFLPA), n'ont pas pu parvenir à un consensus sur une nouvelle convention collective, les propriétaires ont mis en lock-out les joueurs  et les installations des équipes et ont arrêté les activités de la ligue. Les principaux points litigieux étaient le plafond salarial, les avantages liés à la sécurité et à la santé des joueurs, le partage des revenus et les contrats de télévision, la transparence des informations financières, les salaires des rookies, la durée de la saison et les directives relatives aux agences libres. Pendant la période de 18 semaines et 4 jours, il n'y a pas eu d'agence libre ni de camp d'entraînement, et les joueurs n'ont pas pu voir les médecins de l'équipe, ni entrer ou s'entraîner dans les installations de l'équipe, ni communiquer avec les entraîneurs. La fin du lock-out a coïncidé avec la conclusion d'une nouvelle convention collective avant le début de la saison régulière 2011.

## Contexte
En 1992, la National Football League (NFL) et la National Football League Players Association (NFLPA) se sont mises d'accord sur une convention collective. Cette convention a été renouvelée quatre fois. En mai 2008, les propriétaires ont décidé de se retirer de l'accord de 1993 et de jouer la saison 2010 sans plafond salarial, la saison 2010 étant la dernière année de la convention collective. Cette dernière a donné aux joueurs 57 % des 8 milliards de dollars de revenus de la ligue, après que les propriétaires aient pris plus d'un milliard de dollars pour les coûts de fonctionnement et de développement de la ligue. L'une des principales raisons pour lesquelles les propriétaires ont choisi de se retirer de l'accord plus tôt est qu'ils voulaient un pourcentage plus important des revenus de la ligue. Une partie de l'ancien arrangement impliquait un transfert de revenus des équipes les mieux rémunérées vers les moins bien loties, même si certaines des équipes les plus riches avaient également des coûts plus élevés. Les joueurs, représentés par la National Football League Players Association, étaient très sceptiques quant au fait que les propriétaires perdaient de l'argent en raison de leurs paiements aux joueurs, et pensaient que le conflit de travail avait été délibérément généré par certains propriétaires afin de renégocier leurs propres accords de partage des revenus qui sont rattachés à la convention collective. Les joueurs ont résisté à toute réduction de salaire.
Les principaux changements que les propriétaires souhaitaient voir mis en œuvre dans le cadre de l'accord suivant consistaient à réduire de manière significative le pourcentage de revenus des joueurs, à étendre la saison régulière de 16 à 18 matchs et à établir une échelle salariale et/ou un plafond salarial pour les rookies qui limiterait la compensation des choix de premier tour de draft,. Les joueurs voulaient que soit garanti un pourcentage plus élevé de dépenses à l'échelle de la ligue et de dépenses en espèces par chaque équipe en fonction du plafond salarial des joueurs, que plus d'avantages soient accordés aux anciens joueurs et que des changements soient apportés pour améliorer la santé et la sécurité, notamment en ce qui concerne les entraînements hors saison et en cours de saison.
Anticipant un lock-out imposé par les propriétaires, les joueurs de chaque équipe ont voté à l'unanimité à l'automne 2010 pour accepter de renoncer à leurs droits de négociation collective si une prolongation de la convention collective ne pouvait être obtenue avant l'expiration de l'actuelle. La renonciation aux droits du pacte exposerait les propriétaires à des poursuites judiciaires antitrust potentielles. Les acteurs perdraient alors la possibilité de négocier collectivement avec les propriétaires.La ligue est exempte de la plupart des facettes des lois antitrust en raison de la loi publique 89-800, adoptée à la suite de la fusion AFL-NFL en 1970, ce qui complique toute poursuite éventuelle contre la ligue. La NFL a engagé des sociétés pour faire pression sur les membres du Congrès américain en leur nom, et le comité d'action politique de la NFL, « Gridiron PAC », a fait plusieurs dons importants aux législateurs qui supervisent la ligue à de nombreux titres, ainsi qu'à plusieurs autres législateurs influents. Le syndicat des joueurs a également engagé des sociétés pour faire pression sur les membres du Congrès américain en leur nom, en affirmant qu'un lock-out pourrait potentiellement coûter à chaque ville de la NFL 160 millions de dollars en pertes d'affaires, selon une étude de la société de conseil Edgeworth Economics,. Les membres du Congrès ont également indiqué qu'ils étaient prêts à intervenir si nécessaire.
La NFL avait négocié des contrats avec des réseaux de télévision pour fournir plus de quatre milliards de dollars en 2011 à la NFL même si les propriétaires ferment la ligue et qu'aucun match n'est joué. Le 1er mars 2011, le juge David S. Doty a déclaré que la NFL avait activement mis en place une stratégie de lock-out des joueurs depuis plus de deux ans. Il a été déterminé que le but des actions délibérées de la NFL était de « promouvoir ses propres intérêts et de nuire aux intérêts des joueurs ».

## Lock-out

### Renonciation aux droits de la convention collective
Après la fin de la saison 2010, les joueurs et les propriétaires n'avaient pas résolu le conflit de travail. Bien que la convention devait expirer le 3 mars 2011, les joueurs et les propriétaires de la ligue sont convenus de prolonger les négociations d'une semaine, en changeant la date d'expiration au 11 mars. Après une prolongation d'une semaine, les négociations n'ont pas abouti à un nouvel accord. Le 11 mars à minuit, la convention a expiré et les propriétaires ont imposé un lock-out. En conséquence, la NFLPA a informé la ligue et les clubs que les joueurs avaient voté pour que la NFLPA renonce à ses droits de négociation. Après la renonciation aux droits de négociation collective, les quarterbacks Tom Brady, Peyton Manning et Drew Brees se sont joints à sept autres joueurs de la NFL et ont déposé une plainte antitrust pour faire cesser le lock-out,.

### Décisions de la Cour
Le 25 avril, la juge Susan Richard Nelson de la Cour de district des États-Unis a invalidé le lock-out et a ordonné à la ligue de reprendre ses activités. La ligue a demandé à Nelson de suspendre l'ordre pendant qu'elle fait appel devant la Cour d'appel du huitième circuit ; la juge a refusé. La NFLPA avait conseillé aux joueurs d'arriver au stade de leur équipe pour travailler sans y être invités ; la plupart des équipes ont autorisé les joueurs à entrer dans le bureau principal mais ont refusé tout accès supplémentaire. L'ordre de reprendre les opérations sans convention collective en place a laissé la ligue dans le chaos car, sans accord, il n'y avait pas de règles en place concernant un plafond ou un plancher salarial, l'agence libre et d'autres questions similaires liées au travail. Le 29 avril, la Cour d'appel du huitième circuit a accordé à la ligue une suspension temporaire de la décision de Nelson et la ligue a rétabli le lock-out après le deuxième jour de la draft. Le sursis a été prolongé jusqu'au 3 juin au moins, date à laquelle un appel complet a été entendu ; la Huitième Cour d'appel de circuit a annulé la décision de Nelson le 8 juillet, affirmant la légitimité du lock-out, mais a également suggéré que la juge Nelson pourrait imposer une injonction de lock-out en ce qui concerne les joueurs non sous contrat tels que les agents libres et les rookies.

### Plans d'urgence
Une disposition de la convention garantissait que la draft 2011 de la NFL pouvait avoir lieu malgré le lock-out. En outre, le calendrier 2011 prévoyait également une assurance au cas où le conflit de travail durerait jusqu'en septembre et le début prévu de la saison régulière. Le commissaire de la NFL, Roger Goodell, a déclaré que le Super Bowl XLVI pourrait être déplacé une semaine plus tard si nécessaire, afin que la saison puisse être jouée dans son intégralité. En outre, chaque match de la troisième semaine avait des équipes qui se partageaient le même jour de repos une semaine plus tard dans la saison, ce qui aurait permis de rattraper ces matchs sur ce qui était à l'origine les byes des équipes. Les semaines 2 et 4 ont été organisées de manière qu'il n'y ait pas de matchs de rivalité entre divisions ni d'équipes en exemption au cours de ces semaines, ce qui aurait permis de garder la saison aussi équitable que possible si ces matchs avaient dû être annulés. La ligue pouvait également éliminer la semaine de repos normale entre les matchs du championnat de conférence et le Super Bowl. Jusqu'à six semaines de la saison auraient pu être perdues, en déplaçant la semaine 3 dans les semaines d'exemption, en annulant les semaines 2, 4 et 17, et en déplaçant les semaines 1 et 5 à la fin de la saison tout en reportant les séries éliminatoires d'une semaine, tout en conservant un calendrier généralement équitable avec cinq matchs de division et huit matchs de non-division. La ligue avait également prévu un lock-out plus long, qui comprenait une saison abrégée de huit matchs commençant fin novembre. Goodell a également déclaré que la ligue n'envisageait pas de recourir à des joueurs de remplacement,.

### Autres litiges
Le 28 mars, quatre anciens joueurs de la NFL, dont le defensive end du Hall of Fame Carl Eller, ont poursuivi la NFL dans l'espoir de rejoindre les joueurs actuels dans leur lutte antitrust contre la ligue. La plainte de 44 pages, déposée devant le tribunal fédéral de Minneapolis visait à obtenir le statut de recours collectif au nom de tous les anciens joueurs. Les retraités voulaient que le lock-out de la NFL soit levé afin de garantir le financement de leurs pensions et de leurs prestations de santé. Selon le procès, ces prestations prendraient fin si une convention collective n'était pas renouvelée avant le 11 mars 2012, un an après l'expiration de la dernière convention.
Le 5 juillet 2011, un groupe de joueurs retraités de la NFL dirigé par Carl Eller, Franco Harris, Marcus Allen et Paul Krause a déposé sa propre action collective contre la NFL et la NFLPA, déclarant que la renonciation aux droits de la convention collective disqualifiait la NFLPA pour négocier au nom des anciens joueurs de la NFL.

## Fin dulock-out
Les propriétaires des franchises de la NFL ont annoncé le 21 juillet 2011 qu'ils avaient approuvé un règlement du litige antitrust des joueurs par 31 votes en faveur et une abstention (les Raiders d'Oakland se sont abstenus), mais les joueurs ont décidé de ne pas voter sur le règlement parce qu'ils n'approuvaient pas toutes les conditions énoncées dans la proposition,. Après avoir poursuivi les négociations, les dix joueurs nommés comme plaignants dans l'affaire Brady ont approuvé le règlement le 25 juillet, et l'accord est entré en vigueur après avoir été ratifié par une majorité des joueurs de la NFL le 4 août,. Bien que l'accord ait été approuvé le 25 juillet, la NFL n'a pas reconnu officiellement le statut de représentant des joueurs dans les négociations collectives de la NFLPA avant le 30 juillet. Lorsque le commissaire de la NFL, Roger Goodell, et le directeur exécutif de la NFLPA, DeMaurice Smith, ont signé l'accord, le lock-out a officiellement pris fin.

### Nouvelle convention collective
John Clayton, journaliste d'ESPN, note que la nouvelle convention comporte cinq grands volets : agence libre, plafond salarial, rémunération des rookies, salaires minimums et étiquettes de franchise (en). Tout d'abord, les directives relatives à l'agence libre sont revenues à ce qu'elles étaient de 1993 à 2011. Cela signifie qu'un joueur doit avoir quatre ans d'expérience pour devenir un agent libre sans restriction, et trois ans d'expérience pour l'agence libre restreinte,. Deuxièmement, le plafond salarial est désormais de 120,375 millions de dollars, mais contrairement à l'ancien accord, le nouveau ne prévoit pas de salaire minimum par équipe. Les planchers salariaux par équipe ne reviendront pas avant la saison 2013, date à laquelle ils deviendront 89% du plafond. Pour la saison 2011, les équipes avaient la possibilité d'« emprunter » trois millions de dollars de plafond salarial futur à utiliser sur un joueur signé. Pour les années suivant la saison 2011, les équipes ont la possibilité d'« emprunter » 1,5 million de dollars chacune pour un maximum de trois joueurs. Troisièmement, la rémunération des rookies a été modifiée. Il y a une limite au montant d'argent donné, le total maximum en 2011 étant de 874 millions de dollars. Les sélections du premier tour de draft donnent droit à des contrats de quatre ans, avec une option de cinquième année. Du deuxième au septième tour, des contrats de quatre ans sont proposés. Quatrièmement, le salaire minimum de la ligue pour les joueurs a augmenté de 10 à 12 %, en fonction de la durée d'occupation. Cinquièmement, la capacité d'une équipe à placer une étiquette de franchise ou de transition sur les meilleurs joueurs pour conserver leurs droits n'a pas changé. Les autres préoccupations majeures concernaient la santé et la sécurité des joueurs, ainsi que les avantages et les pensions des anciens joueurs. La nouvelle convention collective de dix ans, qui court jusqu'en 2021, est estimée entre 12 et 16 milliards de dollars par an,.

### Gains des joueurs
Les joueurs ont obtenu un milliard de dollars de prestations supplémentaires pour les joueurs retraités, la possibilité de rester dans le plan médical des joueurs à vie, une augmentation des salaires minimums, la poursuite d'un calendrier de seize matchs de la saison régulière, des améliorations de la sécurité des joueurs, une protection accrue contre les blessures, une liberté d'action sans restriction après quatre ans, un véritable plancher salarial et une augmentation de la taille de la liste finale de joueurs pour la saison (roster). Parmi les principales améliorations apportées à la sécurité des joueurs, citons la réduction à cinq semaines des entraînements organisés hors saison, la limitation du temps d'entraînement sur le terrain, la limitation des entraînements en full-contact, la suppression des entraînements à raison de deux par jour et l'augmentation du nombre de jours d'arrêt de travail. Les joueurs ont également empêché les propriétaires de les faire chuter à 42 % des revenus de la ligue, avec un pourcentage décroissant chaque année. À partir de 2012, les joueurs ont également obtenu 55 % des revenus des médias nationaux, 45 % des revenus de la NFL Ventures (merchandising) et 40 % des revenus des clubs locaux,.

### Gains des propriétaires
Les propriétaires ont obtenu des labels de franchise et de transition, n'ayant pas à payer 320 millions de dollars de prestations pour une année non plafonnée, aucun contrôle judiciaire dans les litiges entre joueurs et propriétaires, règlement de tous les litiges en cours, un système de salaire pour les rookies, la totalité des revenus des matchs de la saison régulière, un partage plus équitable des revenus et un partage des revenus supplémentaires, aucune clause d'exclusion pour les joueurs pendant dix ans (bien que les propriétaires ne puissent pas non plus se retirer), et un crédit pour les investissements dans les stades pouvant atteindre 1,5 % des revenus chaque année,. La ligue a également cité la nouvelle convention collective comme un facteur clé pour pouvoir négocier des extensions à long terme de leurs contrats de télévision, qui ont été renouvelés quelques mois après la finalisation de l'entente et qui incluent des augmentations minimales de 50 % des droits de retransmission pour tous les partenaires de télévision.
Les propriétaires n'ont pas été en mesure d'obtenir un milliard de dollars supplémentaires en plus de toutes les recettes, une saison de 18 matchs et des droits de premier refus pour les agents libres de 2011.

### Hall of Fame Game
Les deux équipes, les Bears de Chicago et les Rams de Saint-Louis, participant au Pro Football Hall of Fame Game (en) avaient fixé la date limite du 22 juillet 2011 pour que les deux parties ratifient un accord à temps pour l'ouverture du camp d'entraînement et le déroulement du match (dans des circonstances normales, chaque équipe ouvre le camp d'entraînement 15 jours avant son premier match de pré-saison). Lorsque cette journée s'est écoulée sans que les deux parties n'aient convenu d'un accord, la ligue a annulé le match. C'était la seule annulation due au lock-out sur le terrain,.

### Articles de journaux
1. ↑  (en) Greg Garber, « Upshaw continues distinguished career. », sur ESPN.com, ESPN, 28 mars 2006 (consulté le 22 février 2020)
2. ↑  (en) Associated Press, « NFL labor history since 1968. », sur www.webcitation.org, ESPN - NFL, 3 mars 2011 (consulté le 22 février 2020)
3. ↑  (en) John Clayton, « NFL owners unanimous, will opt out of labor deal », sur ESPN.com, ESPN, 20 mai 2008 (consulté le 22 février 2020)
4. ↑  (en) Aaron Kuriloff et Michele Steele, « Goodell Says Labor Dispute Is Already Affecting NFL. », sur www.bloomberg.com, Bloomberg Businessweek, 29 octobre 2010 (consulté le 22 février 2020)
5. ↑  (en) David Daniels, « 25 Reasons We Won't Have NFL Football in 2011 », Bleacher Report, 21 janvier 2011 (consulté le 22 février 2020)
6. ↑  (en) Lester Munson, « Can this (NFL) marriage be saved? », sur ESPN.com, ESPN - UK, 6 mai 2011 (consulté le 22 février 2020)
7. ↑  (en) Evan Shapiro, « DONE DEAL: NFL lockout comes to an end and Falcons go back to work. », Score Atlanta, 28 juillet 2011 (consulté le 22 février 2020)
8. 1 2  (en-US) Associated Press, « Goodell wants HGH tests in next NFL labor deal. », sur The Denver Post, 5 avril 2011 (consulté le 22 février 2020)
9. ↑  (en) Associated Press, « NFL's rookie pitch: divert 300M from 1st rounders », sur ESPN.com, ESPN, 13 avril 2011 (consulté le 22 février 2020)
10. 1 2 3  (en-US) Mark Maske, « Time is short for NFL, players », The Washington Post,‎ 15 décembre 2010 (ISSN 0190-8286, lire en ligne, consulté le 22 février 2020)
11. ↑  (en-US) Judy Battista, « N.F.L. Players Union to Vote on Decertification. », The New York Times,‎ 11 septembre 2010 (ISSN 0362-4331, lire en ligne, consulté le 22 février 2020)
12. ↑  (en) Steven Malanga, « Bench the NFL : The league enjoys an antitrust exemption from Washington that should have been revoked years ago. », sur City Journal, 28 septembre 2017 (consulté le 22 février 2020)
13. ↑  (en-US) Dan Eggen, « NFL labor dispute heads to a new gridiron: Halls of Congress », The Washington Post,‎ 16 janvier 2011 (ISSN 0190-8286, lire en ligne, consulté le 22 février 2020)
14. ↑  (en) Lou Dubois, « What an NFL Lockout Would Mean to Small Businesses. », sur Inc.com, 3 mars 2011 (consulté le 22 février 2020)
15. ↑  (en) Associated Press, « Federal judge backs NFLPA in TV money dispute. », sur ESPN.com, ESPN, 2 mars 2011 (consulté le 22 février 2020)
16. ↑  (en) Associated Press, « NFL, Players' Union Agree on 7-day Extension », sur www.cnbc.com, 4 mars 2011 (consulté le 22 février 2020)
17. 1 2  (en) Alex Marvez, « NFL owners lock out players », sur www.webcitation.org, Fox Sports, 12 mars 2011 (consulté le 22 février 2020)
18. ↑  (en) « NFLPA: Audited books needed for any extension - ESPN », sur sports.espn.go.com, 11 mars 2011 (version du 11 mars 2011 sur Internet Archive)
19. ↑  (en) Sean Leahy, « Judge sides with players, tells NFL to end lockout », sur USA Today, 26 avril 2011 (consulté le 22 février 2020)
20. 1 2  (en) Sean Leahy, « NFL in 'chaos' as players, league seek clarity in judge's ruling. », USA Today, 26 avril 2011 (consulté le 22 février 2020)
21. ↑  (en-US) Gregg Rosenthal, « NFL officially reinstates lockout », sur ProFootballTalk, NBC Sports, 30 avril 2011 (consulté le 22 février 2020)
22. ↑  (en) « Court deals blow to players - BillBoard », sur blogs.buffalonews.com, The Buffalo News, 17 mai 2011 (version du 8 octobre 2011 sur Internet Archive)
23. ↑  (en-US) Mike Florio, « Loophole in Eighth Circuit ruling should discourage owners from dropping the hammer », sur ProFootballTalk, NBC Sports, 8 juillet 2011 (consulté le 22 février 2020)
24. ↑  (en-US) « Goodell: Super Bowl could be delayed », sur Fox Sports, 15 avril 2011 (consulté le 22 février 2020)
25. 1 2  (en) Adam Schefter, « NFL schedule has room to make up lost games », sur espn.com, ESPN, 21 avril 2011 (consulté le 22 février 2020)
26. ↑  (en-US) Associated Press, « Goodell: NFL's CBA offer might not stay on table », sur Fox News, 20 novembre 2014 (consulté le 22 février 2020)
27. ↑  (en-US) Mark Maske, « NFL lockout: Some questions and answers », The Washington Post,‎ 13 avril 2011 (ISSN 0190-8286, lire en ligne, consulté le 22 février 2020)
28. ↑  (en) Associated Press, « Former NFL players want to join NFLPA's fight against lockout | NFL.com », sur www.nfl.com, 28 mars 2011 (consulté le 22 février 2020)
29. ↑  (en) Associated Press, « Ex-NFL players file suit, cite exclusion as reason », sur espn.com, ESPN, 5 juillet 2011 (consulté le 22 février 2020)
30. ↑  (en) Gary Myers et RALPH VACCHIANO, « NFL owners vote to ratify 10-year CBA, but DeMaurice Smith, players unhappy, do not cast vote », sur nydailynews.com, New York Daily News (consulté le 22 février 2020)
31. ↑  (en-US) Michael David Smith, « Owners ratify settlement in major step toward ending NFL lockout », sur ProFootballTalk, NBC Sports, 21 juillet 2011 (consulté le 22 février 2020)
32. ↑  (en-US) Judy Battista, « As the Lockout Ends, the Scrambling Begins », The New York Times,‎ 25 juillet 2011 (ISSN 0362-4331, lire en ligne, consulté le 22 février 2020)
33. ↑  (en) Adam Schefter, Paul Kuharsky et Associated Press, « CBA ratified, includes HGH testing, source says », sur ESPN.com, ESPN, 4 août 2011 (consulté le 22 février 2020)
34. ↑  (en) Associated Press, « Report: NFLPA back as union, talking last details », sur ESPN.com, ESPN, 30 juillet 2011 (consulté le 22 février 2020)
35. ↑  (en) Associated Press, « Goodell, NFLPA's Smith sign CBA at Hall's steps », sur ESPN.com, 5 août 2011 (consulté le 22 février 2020)
36. 1 2 3 4  (en) John Clayton, « What new CBA means in football terms », sur ESPN.com, ESPN, 25 juillet 2011 (consulté le 22 février 2020)
37. ↑  (en) Tony Grossi et The Plain Dealer, « Strange new free-agent world complicates opportunities for the Cleveland Browns », sur cleveland, 4 mars 2010 (consulté le 22 février 2020)
38. ↑  (en-US) Mike Florio, « Per-team spending minimum doesn't apply until 2013 », sur ProFootballTalk, NBC Sports, 30 juillet 2011 (consulté le 22 février 2020)
39. ↑  (en) « COLLECTIVE BARGAINING AGREEMENT », NFL Players Association, 4 août 2011 (consulté le 22 février 2020)
40. 1 2  (en) Nate Davis, « NFL, players announce new 10-year labor agreement », USA Today, 25 juillet 2011 (consulté le 22 février 2020)
41. 1 2  (en-US) Peter King, « Making sense of the new CBA and how it will affect the game. », sur Sports Illustrated, 25 juillet 2011 (consulté le 23 février 2020)
42. 1 2 3  (en) Dashiell Bennett, « The Biggest Winners And Losers In The NFL Lockout », sur Business Insider, 26 juillet 2011 (consulté le 23 février 2020)
43. ↑  (en-US) Tim Molloy, « NBC, Fox, CBS Extend NFL Deals Through 2022 », sur TheWrap, 14 décembre 2011 (consulté le 23 février 2020)
44. ↑  (en) Sal Paolantonio, « Pro Football HOF says Bears-Rams still on track », sur ESPN.com, ESPN, 5 juillet 2011 (consulté le 23 février 2020)
45. ↑  (en) Derek Cooley, « NFL Lockout News: 2011 Hall of Fame Game Cancelled », sur Bleacher Report, 22 juillet 2011 (consulté le 23 février 2020)
46. ↑  (en) Brad Biggs et Vaughn McClure, « Hall of Fame Game canceled as players mull deal », sur www.chicagotribune.com, Chicago Tribune, 22 juillet 2011 (version du 23 juillet 2011 sur Internet Archive)

### Ouvrages
1. ↑  Swayne et Dodds 2011, p. 1290.
2. ↑  Materalexis, Barr et Hums 2011, p. 235.